# 循環線
循環線（じゅんかんせん）とは、鉄道やバスなどの交通機関において、始発点と終着点が同一になる運行系統のことを言う。
- 鉄道の循環線
  - 環状運転 - 路線自体が環状となっているもの
  - 循環列車 - 通常循環運転を行わない路線において、循環線となる系統で運転される列車
  - また、西鉄福岡市内線に「循環線」という名前の路線が存在した。
- バスの循環線
  - 多数存在する。ある一定地域内を相互に結ぶために循環系統とするもの、折り返し地点が確保できないために折り返す場所を循環運転とするものなどがある。